# اکساسو، سوگوت
اکساسو، سوگوت (به لاتین: Akçasu, Söğüt) یک منطقهٔ مسکونی در ترکیه است که در استان بیله‌جک واقع شده‌است.

## خصوصیات
اکساسو ۱۴۹ نفر جمعیت دارد.